# Asesinato de Carlos Ray
El asesinato de Carlos Ray, concejal de la municipalidad de Vicente López, se produjo en esa ciudad el 10 de septiembre de 1926. La principal acusada fue su amante María Poey de Canelo, hasta que se determinó que sus autores habían sido dos delincuentes comunes que tenían el propósito de robo. El hecho, que tuvo en esa época una gran difusión entre la población y en la prensa, dio origen a dos películas y a los títulos de un tango y una obra teatral. 

## El hecho
Carlos Ray tenía fama de respetabilidad, un compromiso matrimonial con una joven de buena familia, y vivía en una casa ubicada en un barrio de personas adineradas en la ciudad de Vicente López, aledaña a la de Buenos Aires. Era un médico de cierto renombre que había sido elegido concejal en la municipalidad local y actuaba en la política local con adhesión a la Unión Cívica Radical Antipersonalista, una fracción del partido por entonces gobernante.
En la madrugada del 10 de septiembre de 1926 los vecinos de Ray escucharon disparos provenientes de su casa y los gritos de una mujer pidiendo auxilio por una ventana abierta, que resultó ser María Poey de Canelo, una mujer joven y bien parecida que convivía con Ray, que la había conocido a dos años de recibido de médico, en 1917, y un tiempo después de haberse ella separado de su esposo y padre de su única hija, de 14 años a la fecha del homicidio. 
La Policía encontró en la casa el cadáver de Ray y el informe médico determinó que había recibido un disparo que le perforó la aorta, el corazón y el pulmón, para alojarse en la pleura, matándolo casi en forma instantánea. Poey declaró que a poco de dormirse escucharon ruidos y encendieron las luces encontrando a dos hombres enmascarados que les dispararon y escaparon; Ray cayó inconsciente y la mujer tomó de la mesa de luz un revólver con el que hizo disparos al aire, para pedir auxilio.
En 1923, Poey había conocido al también concejal José Pereyra, de quien, según versiones de la prensa, había llegado a ser también su amante. La noche del homicidio, Ray había recibido para la cena a parejas amigas y colegas, entre los que se encontraba Pereyra, quienes habían visto vivo a Ray antes de retirarse de la casa.
La autopsia judicial de Pedro Pando dictaminó que Ray había sido envenenado con cianuro, lo que hizo surgir la hipótesis de que Poey lo habría envenenado despechada por su reciente compromiso matrimonial con una mujer de otra condición social, en complicidad con una o más personas, y el concejal Pereyra apareció como sospechoso de disfrazar la escena final, disparando sobre el cadáver de Ray. El juez en lo criminal Julio M. Facio, con sede en La Plata, a cargo de la causa, ordenó la detención de María Poey y de Pereyra, así como de la servidumbre: la mucama y su marido, el jardinero -de apellido Schiz- y su mujer. Sobre el cianuro, Poey dijo que Schiz lo había comprado por orden de Ray para combatir hormigas, pero el jardinero lo negó. Se hizo un segundo estudio de las vísceras del muerto, a cargo de Carlos Grau, exdocente de Toxicología de la Facultad de Ciencias Exactas, dedicado a la organización del  Laboratorio de Química de la Provincia de Buenos Aires, que indicó que no había cianuro.
Por entonces trascendió en la prensa el estudio psicológico hecho el director y Subdirector del Hospital Melchor Romero, Eusebio Albina y Antonio González, que descalificaba a Poey como “una perversa instintiva cuyo punto más saliente es la vida privada irregular, las costumbres licenciosas, que precisamente constituyen la manifestación social común en los perversos del género femenino", y recusaba su reacción tras el hecho afirmando que una mujer común, en esa situación, se desmaya y nunca toma un revólver y pide socorro a gritos. El juez Facio decidió pedir un tercer informe a la Facultad de Química y Farmacia de la Universidad Nacional de La Plata, a la cual se enviaron 18 frascos sellados, lacrados y rotulados con las vísceras del fallecido.  El viernes 24 de septiembre se constituyó la comisión pericial con los autores de los informes anteriores, Pedro Pando y  Carlos Grau, Carlos Sagastume, Decano de la Facultad, Trifón Ugarte, Profesor de Toxicología de la misma y los profesores Juan Machado y Eduardo Blomberg, que inició su tarea de inmediato, la siguió el día siguiente sábado y la concluyó el domingo al mediodía tras veintiséis horas de labor. El miércoles 29 cerca de las siete de la tarde, el informe, ilustrado con fotografías y cuadros sinópticos, llegó a manos del juez con la conclusión de que no había restos de cianuro. Pando, en disidencia, mantuvo su opinión en contrario.
Ese día Ángela Villalba, mucama de la casa vecina, Ángela Villalba, comentó haber visto a dos hombres escapar mientras Poey gritaba por la ventana, pero su patrón le había indicado que no comentara nada para evitar involucrarse.
En noviembre el juez decidió reunir a todos los peritos en el laboratorio de tribunales, para que expusiesen sus puntos de vista. Cuando le corresponde exponer a Ugarte, explicó que las  conclusiones, aparentemente contradictorias, derivaban de la diferente metodología de las  pruebas eran realizadas y que las dos reacciones clave, la del ferrocianuro férrico y la del sulfocianuro férrico -utilizadas por el equipo de la Facultad- son para el cianuro tan fiables como lo son  las impresiones digitales  para la identificación de una persona. El juez determinó que no había un resultado concluyente.
En diciembre, cuando no había mucha atención sobre el caso, el delincuente Víctor Antía fue herido de gravedad y detenido cuando con algunos cómplices intentó un asalto en la ciudad de Buenos Aires y, en el hospital, confesó que había participado en el asesinato de Ray con Rosendo Antía y José Llacoy; a raíz de esta confesión la policía encontró parte de lo robado y al tiempo los dos cómplices fueron detenidos. A todo esto,  el Dr. Facio tomó conocimiento y el 30 de diciembre por la madrugada Poey y Pereyra fueron puestos en libertad luego de 90 días de encierro, durante las cuales la mujer escribió sus memorias.
El asunto, sin embargo, no había finalizado; Antín y Llacoy se retractaron de sus confesiones afirmando que habían sido torturados por la policía para que las hiciesen y el juez Facio encontró irregularidades en las actas policiales de secuestro de objetos probatorios, por lo cual el 7 de noviembre de 1927 dispone la libertad por falta de mérito de Antín y Llacoy, el procesamiento de varios policías y la detención de Poey y Pereyra. De inmediato el defensor de estos interpuso un recurso de habeas corpus, que era el procedimiento para apelar la resolución, y la Cámara 3° de Apelaciones que intervino, revocó la detención y sobreseyó a Poey y Pereyra, dejó sin efecto el procesamiento de los policías y dispuso que Antín y Llacoy sigan procesados.

El perito Pando fue objeto de una campaña del diario Crítica en su contra, enfermó gravemente y murió. El Dr. Facio, que posteriormente escribió un libro sobre el caso, tuvo en 1930 un juicio político pidiendo su destitución por su actuación en varias causas -algunas anteriores y otras posteriores al caso Ray-, que fue finalmente rechazado.

## El caso en la prensa
El crimen fue tratado en algunos diarios con notas que contenían calificaciones acerca de Poey tales como la de “prototipo de una mujer aventurera, falta de escrúpulos y de una vida verdaderamente azarosa" que seducía hombres ricos para que le hicieran regalos valiosos y otra índole de favores y versiones según las cuales el fallecido sabía de esos manejos y los aprovechaba en su beneficio económico personal. Los diarios La Razón y Última Hora se adherían a la hipótesis de la culpabilidad de María Poey en tanto Crítica suscribía la tesis del comisario Eduardo Santiago, jefe de Investigaciones de la Policía Federal que había sido un intento de robo.
El 21 de septiembre de 1926 o sea el día anterior a la autopsia, Crítica tituló su edición a toda página “No hay cianuro”, para lo cual debió recurrir a tipos de imprenta especiales dado el tamaño de las letras; explicaba que “según rumores, esto dice el informe del otro químico que analizó las vísceras” y deslizaba la posibilidad de que alguien pudiera haber agregado el veneno para despistar a los investigadores. Con ayuda de un policía amigo a cargo de trasladar el cuerpo de Ray desde el cementerio de la Recoleta y unos pesos, Gustavo Germán González, el cronista de policiales de Crítica, obtuvo que el plomero de la morgue que debía abrir y cerrar el ataúd le prestara ropa y lo dejara ocupar su lugar en el acto de la autopsia del 22 de septiembre, en tanto el comisario Santiago, que lo reconoció allí, nada dijo. La pericia terminó al mediodía y en la edición de la tarde Crítica tituló: “Como lo anticipó Crítica, los demás peritos designados por el juez repiten: No hay cianuro”. En la misma nota sobre la autopsia el diario se regodeaba: “Una de las órdenes impartidas por el juez era la de impedir el acceso a la sala de la Morgue a todos aquellos que no tenían una autorización expresa del magistrado, aún los médicos y especialmente los periodistas. Sin embargo, como lo ha demostrado ya en innúmeras oportunidades, Crítica llega siempre hasta donde se propone y así esta vez también, nuestro cronista de policía pudo observar de cerca la autopsia”. 

## El caso en el arte
“No hay cianuro” se convirtió en una marca de época. Fue el título que Ausonio Rivero Pisani le puso al tango instrumental de su autoría, que grabó Osvaldo Fresedo en 1927. Iván Diez escribió en la misma época una obra de teatro, Aquí no hay cianuro que se representó con Azucena Maizani como primera figura. 
En 1928 Poey protagonizó su propia historia en un corto documental mudo -dirigida por el cineasta peruano Villarán- cuyo título era su mismo nombre, estrenado en febrero de 1928. Años después se filmó la película, Los acusados dirigida por Antonio Cunill (hijo) sobre su propio guion escrito en colaboración con Marco Denevi y Mario Soffici según el argumento de Marco Denevi basado en el caso Ray, que se estrenó el 10 de marzo de 1960 y que tuvo como protagonistas a Silvia Legrand, Mario Soffici, Guillermo Battaglia, Alita Román y Julián Bourges.
En su libro sobre el diario Crítica en la década de 1920, dice Sylvia Saítta que la frase “No hay cianuro” pasó al lenguaje popular para una forma de dar énfasis a la negación. En 2000, Ricardo Ragendorfer repitió la acción del periodista González introduciéndose en la autopsia del cantante Rodrigo Bueno.